# Tim Naberman
Tim Naberman, né le 11 mai 1999 à Genemuiden, est un coureur cycliste néerlandais.

## Biographie
En 2018, Tim Naberman rejoint l'équipe LottoNL-Jumbo-De Jonge Renner, un club amateur néerlandais. En 2019, il devient membre de l'équipe Development Team Sunweb, l'équipe réserve de la formation du World Tour Sunweb. Pendant ses trois saisons au sein de l'équipe, il n'obtient aucun succès notable, mais occupe les tâches de capitaine de route pendant les courses. Il termine une seule course dans le top 10, lors de la dernière étape du Circuit des Ardennes international en 2021 où il est 9e.
En 2022, après trois saisons au sein de l'équipe réserve, il rejoint l'équipe World Tour DSM,.

## Palmarès sur route

### Résultats sur les grands tours

#### Tour de France
1 participation 
- 2025 : 120e

#### Tour d'Espagne
1 participation
- 2024 : 135e